# Ревінь (фільм, 1951)
Ревінь (англ. Rhubarb) — американський комедійний фільм 1951 року, адаптований за романом гумориста Гаррі Аллена Сміта 1946 року «Ревінь». Фільм зняв режисер Артур Лабін, ролі зіграли кіт Оранджі, Джен Стерлінг і Рей Мілланд. Актори другого плану — Вільям Фровлі та Джина Локгарта.

## Сюжет
Таддеус Дж. Беннер — самотній, ексцентричний мільйонер, власник бейсбольної команди Brooklyn Loons, любить бродячого кота (роль якого грає кіт Оранджі), і бере його до себе додому. Він назвав кота «Ревінь» (Rhubarb), що на бейсбольному сленгу означає суперечку або бійку на полі.
Коли чоловік помирає, з'ясовується, що Ревінь став його єдиним спадкоємцем; тож кіт успадковував також бейсбольну команду. Публіциста команди Еріка Єгера призначено опікуном кота. Його наречена Поллі Сіклс, донька менеджера команди, має жахливу алергію на кішок, що спричиняє багато проблем.
Розпещена, жадібна і нещаслива дочка Беннера Майра подає позов, оскаржуючи заповіт. І коли гравці команди виявляють, що вони належать коту, вони протестують, доки Єгер не переконає їх, що Ревінь приносить їм удачу.
Бруклін починає перемагати і боротиметься з потужною командою Нью-Йорка за чемпіонство. Але букмекер, який може серйозно програти, якщо Бруклін виграє, вирішує викрасти кота. Доля Брукліна стає гіршою, поки тривають пошуки Ревеня, поки кіт нарешті не втікає від своїх викрадачів і мчить на стадіон, щоб врятувати ситуацію.

## Акторський склад
- кіт Оранджі - Ревінь
- Рей Мілланд - Ерік Єгер
- Джен Стерлінг — Поллі Сіклз
- Вільям Фроулі в ролі Лена Сіклза
- Джин Локгарт — Ті Джей Беннер
- Елсі Голмс у ролі Майри Баннер
- Тейлор Голмс — Дункан Мунк
- Віллард Вотермен — Орландо Ділл
- Генрі Слейт в ролі Дада Логана
- Джеймс Гріффіт — Огелторп «Оггі» Медоуз
- Джим Гейворд у ролі Дума
- Дональд Макбрайд у ролі Фіні
- Гел Довсон — містер Фішер

## Нагороди
Оранджі отримав нагороду PATSY Awards (тваринна версія «Оскара») в категорії Найкраща зірка року за його появу у фільмах «Ревінь» і «Сніданок у Тіффані». Він став єдиним котом, який наразі вигравав більше одного разу.